# Коппервилл
Ко́ппервилл (англ. Copperville) — статистически обособленная местность в зоне переписи населения Коппер-Ривер, штат Аляска, США.

## География
Площадь статистически обособленной местности составляет 3,6 км², из которых 3,6 км² — суша и 0 км² (0 %) — открытые водные пространства.

## Население
По данным переписи 2000 года население статистически обособленной местности составляло 179 человек. Расовый состав: коренные американцы — 13,97 %; белые — 77,09 %; азиаты — 1,68 %; представители двух и более рас — 7,26 %.
Из 61 домашних хозяйств в 44,3 % — воспитывали детей в возрасте до 18 лет, 60,7 % представляли собой совместно проживающие супружеские пары, в 14,8 % семей женщины проживали без мужей, 16,4 % не имели семьи. 16,4 % от общего числа семей на момент переписи жили самостоятельно, при этом 3,3 % составили одинокие пожилые люди в возрасте 65 лет и старше. В среднем домашнее хозяйство ведут 2,93 человек, а средний размер семьи — 3,24 человек.
Доля лиц в возрасте младше 18 лет — 34,6 %; лиц старше 65 лет — 4,5 %. Средний возраст населения — 34 года. На каждые 100 женщин приходится 121 мужчин; на каждые 100 женщин в возрасте старше 18 лет — 116,7 мужчин.

## Экономика
Средний доход на совместное хозяйство — $53 125; средний доход на семью — $49 286. Средний доход на душу населения — $21 733. Около 11,7 % семей и 7,1 % жителей живут за чертой бедности, включая 3,1 % лиц в возрасте младше 18 лет и 0 % лиц старше 65 лет.